# Semoutiers-Montsaon
Semoutiers-Montsaon est une commune française située dans le département de la Haute-Marne, en région Grand Est. Les habitants se nomment les Semonastériens.

## Géographie

### Création de la commune
|  |

Semoutiers-Montsaon provient du jumelage des deux communes au début des années 1970.
À la fin du XIXe siècle, Semoutiers comptait 224 habitants et Montsaon 152 habitants soit au total 376 habitants, population qui subira une forte baisse après les guerres et ce jusqu'au sursaut des années 1980.

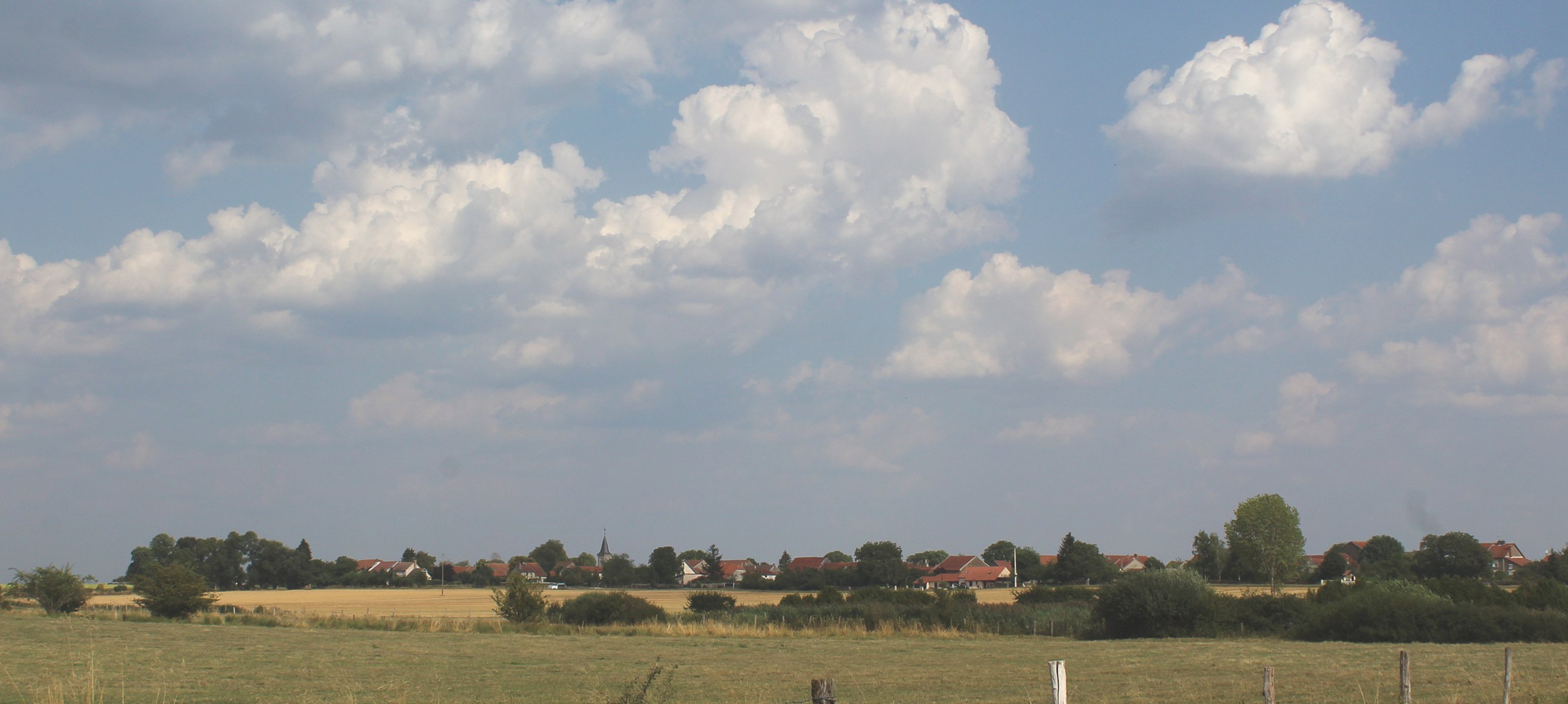

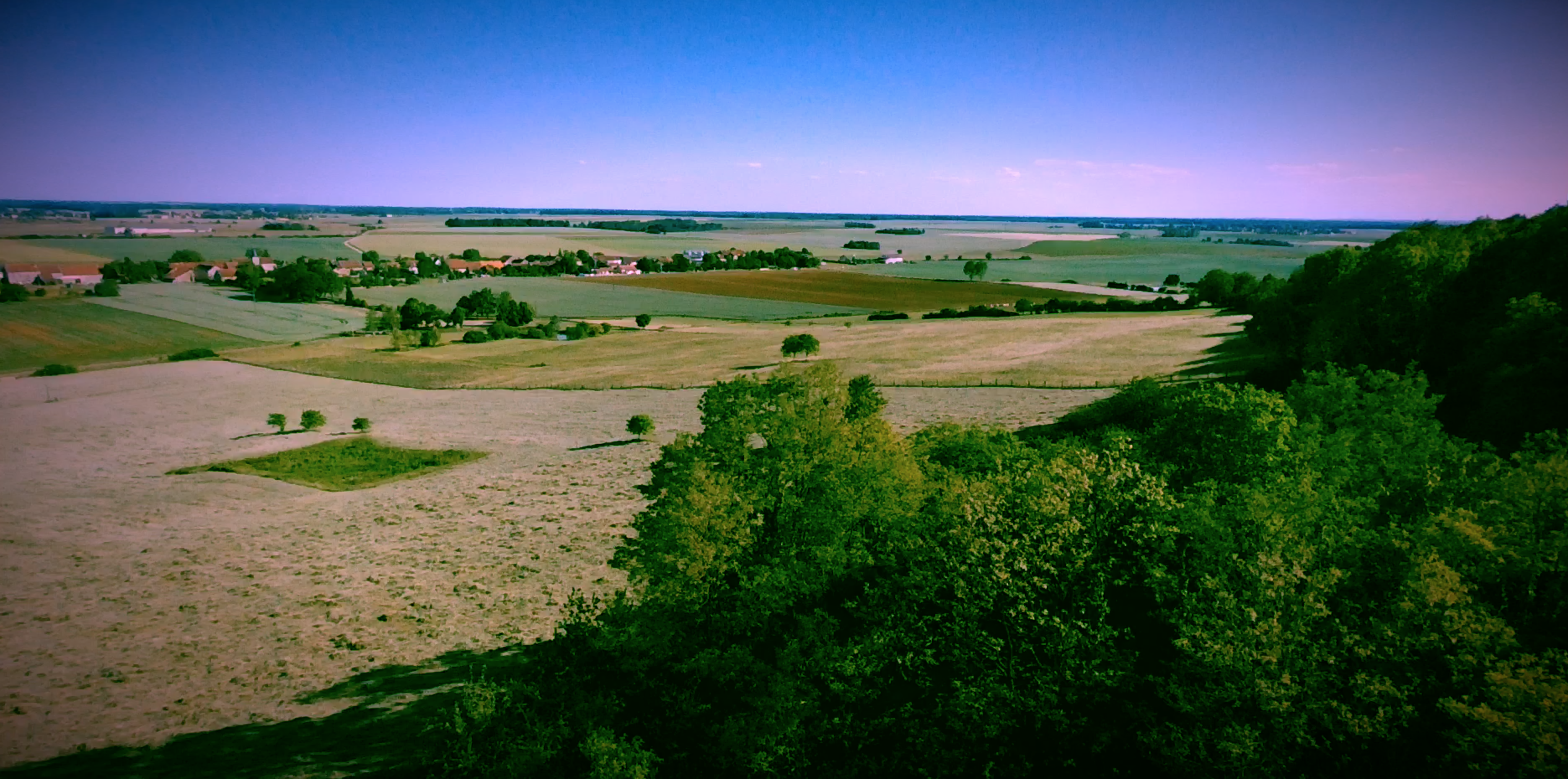
Montsaon vu du mont avec source située à mi coteau.

### Localisation

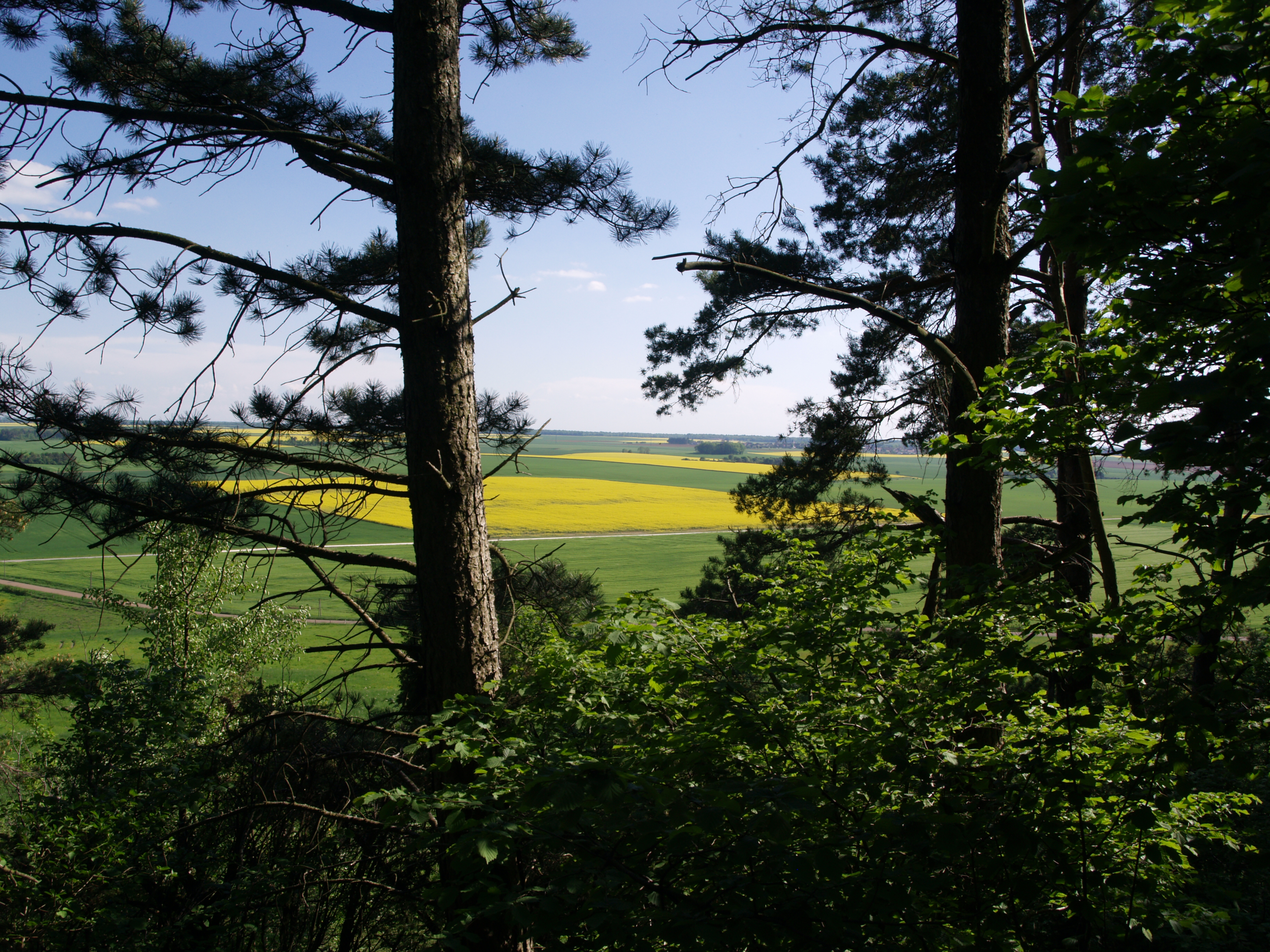
Plaine de Montsaon, vue depuis le camp de César.

Située sur une plaine fertile au pied de la Cuesta du Barrois champenois, Semoutiers-Montsaon fait partie du canton de Chaumont Sud. La commune se trouvait à la croisée des routes Châtillon sur Seine, Châteauvillain- Chaumont et Blessonville-Jonchery (cf Carte de Cassini). La création de la route impériale 83 en 1824 (actuelle RD65) que longera en 1856 la voie de chemin de fer Paris-Bâle a rendu caduc l'axe de circulation initial, l'extension de la base de l'OTAN coupe définitivement ces anciennes routes en 1950.
La construction de l'autoroute A5 en 1990 réactive la liaison Richebourg-Chaumont qui devient le prolongement de la N67 jusqu'à l'entrée de l'autoroute ; cette nouvelle route améliore la desserte et redynamise les échanges.

### Géologie, hydrographie, structuration du bâti

#### Montsaon: Une butte témoin
Montsaon est situé au pied d'une butte-témoin d'une hauteur de 336 mètres NGF (environ 50 mètres en relatif), dont l'origine provient du recul progressif de la cuesta du Barrois champenois formée au Jurassique moyen.
Montsaon pourrait signifier le mont des sources (« mons saonis » ?), mais son nom a varié au cours des âges : Monceium, Monceon, Montsyon. Cinq sources principales y prennent naissance à flanc de coteau et ce à mi-hauteur. Un effet de siphon et de captation des eaux en amont par les couches d'argiles présentes sous des bancs de calcaire tendre et gélif provoque ces résurgences.
Un étang dit Le Marchat collecte une partie des eaux qui sont ensuite drainées par un chenal artificiel vers le gouffre  situé en pied du mont. Un réseau karstique relie ce gouffre à la source de la Dhuits à Orges (des tests à la fluorescéine ont été effectués dans les années 1950 et 2013).
Lors  d'épisodes pluvieux très importants, le gouffre ne suffit plus, alors se forme une rivière qui s'étire et serpente sur la plaine jusque sur la commune de Bricon.

#### Montsaon: Un village-rue Bourguignon
Typo_morphologie du village

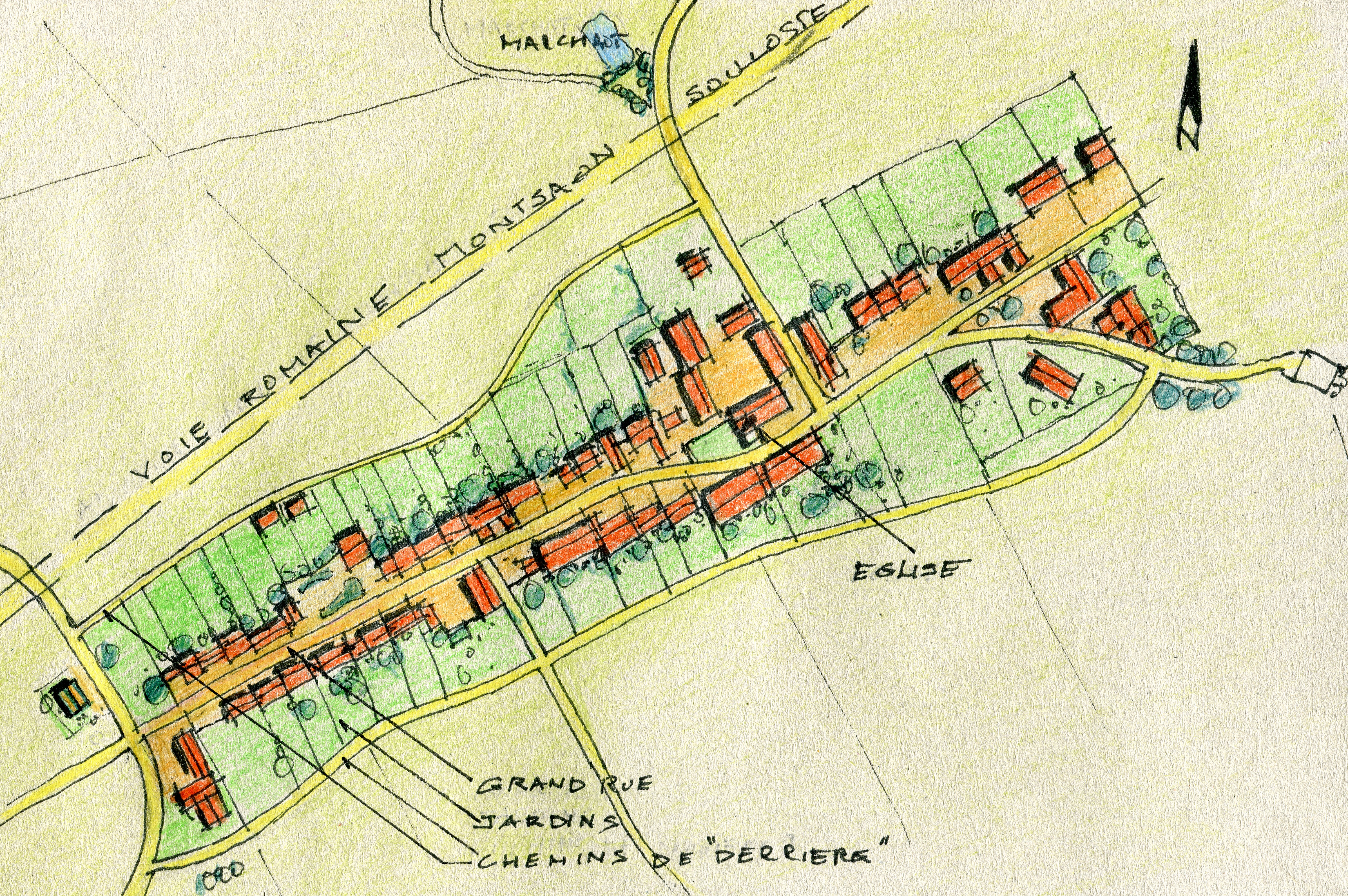
Morphologie du village.

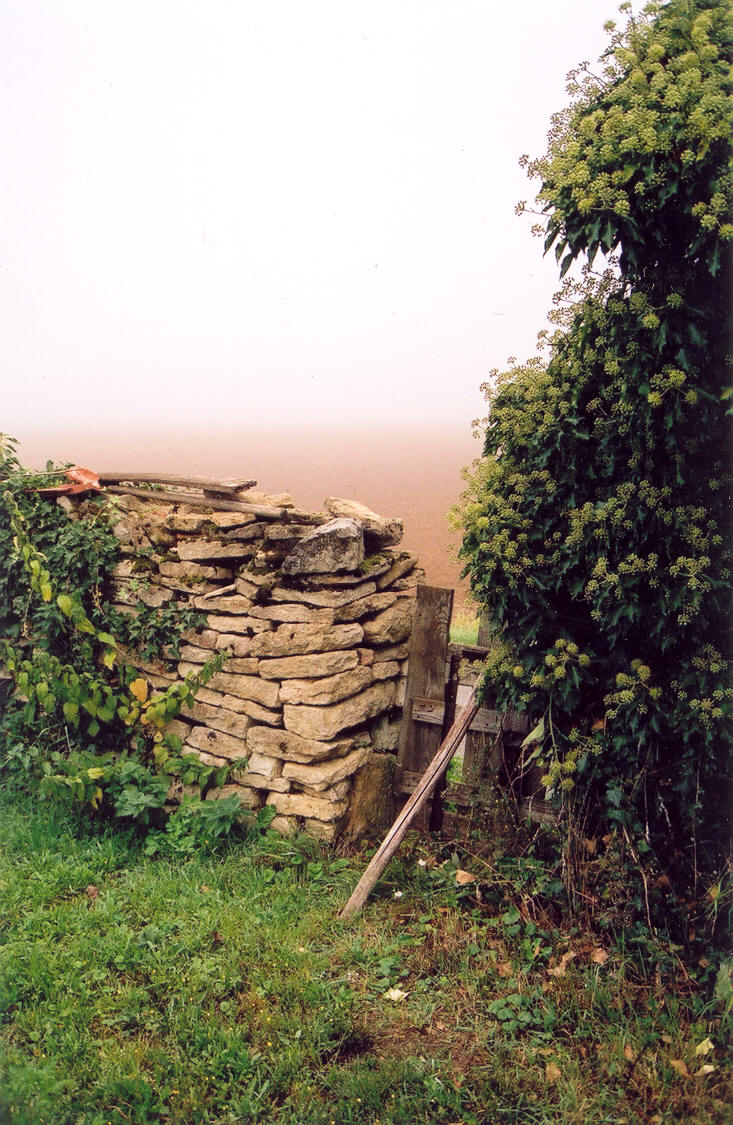
Chemin de « derrière ».

La morphologie du village de Montsaon s'apparente au village-rue lorrain avec ses fermes qui, accolées les unes aux autres, s'égrainent le long de la grand rue. La typologie et le mode constructif des habitations est par contre celle des villages bourguignons du chatillonais avec des corps de ferme imposants, organisés sur cour, à la volumétrie, nette et franche, accentuée par des grands pans de murs de pierres calcaires qui sont  tirées des bancs jurassiques.
Chaque ferme est pourvue d'un jardin en arrière du corps d'habitation. Ces jardins enclos par de beaux murs de pierres sèches sont ceinturés par les chemins dits de « derrière ». La grand rue rectiligne est amortie par un désaxement au droit de l'église ; ceci ferme la perspective de la rue, selon une technique chère à Camillo Sitte, la vue s'arrête naturellement sur le clocher. Une patte d'oie au droit du monument aux morts forme une petite place cantonnée par les plus beaux corps de ferme du village dont celle de l'ancien maréchal-ferrant où se distingue une forge équipée de sa lourde presse.
Cette simplicité de forme, où l'œil et l'esprit aiment à se reposer et méditer, fait le charme du village.
Quelques pavillons implantés en dehors de toute logique en perturbent l'identification.
Un corps de ferme type

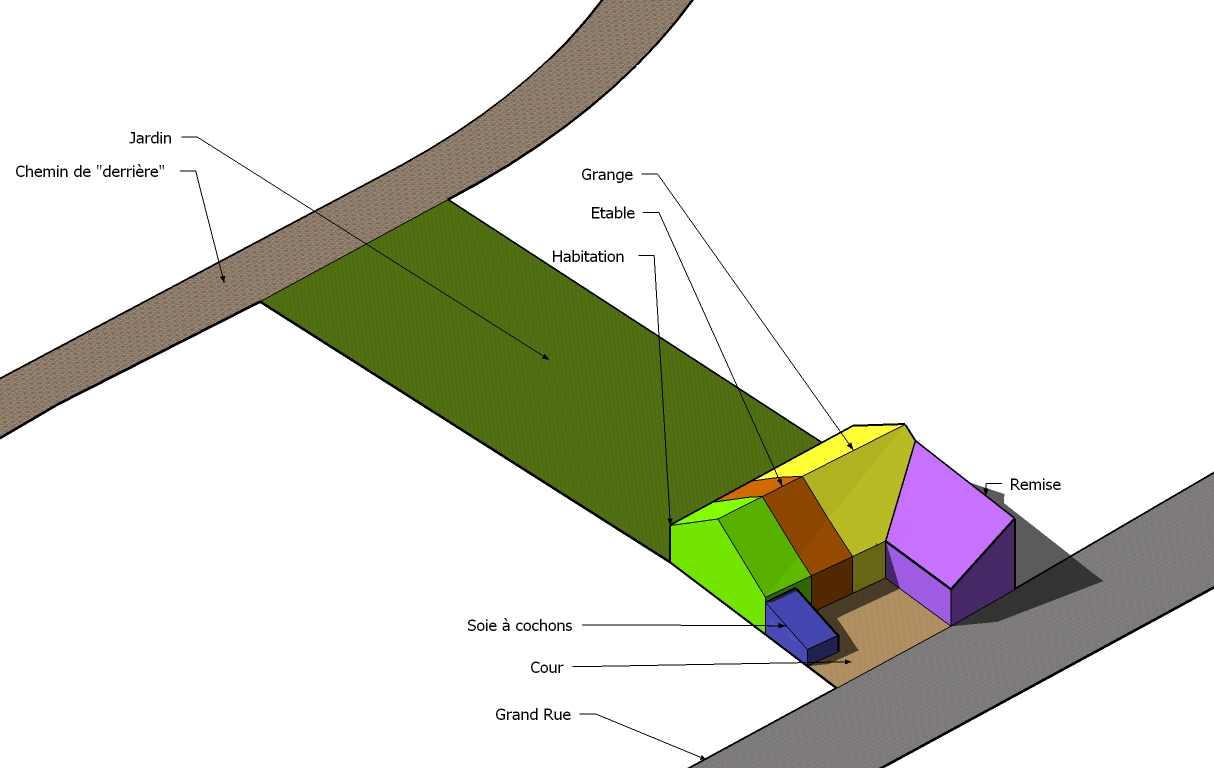
Corps de ferme type.

Le corps d'habitation de la ferme était orienté pignon face au vent dominant ouest/sud ouest. Il était organisé dans sa première travée par une grande cuisine et une chambre. La cuisine était la pièce à vivre, pavée de grandes dalles de calcaire au grain très fin, elle était pourvue d'un évier formé d'un seul bloc avec rejet des eaux directement sur l'extérieur ; elle était séparée de la chambre par une cheminée au manteau souvent imposant, enfants et parents partageaient la même pièce. Dans la deuxième travée, l'étable communiquait directement avec la cuisine qui profitait de la chaleur des vaches et chevaux mais aussi de leur odeur. L'écurie était souvent pourvue d'une meurtrière barrée par "une grille à loups". La grange pouvait, soit se constituer en 3e et 4e travée, soit être disposée perpendiculairement au corps d'habitation. « Chambre à four », soie à cochon, poulailler, clapier, forge, remise, pigeonnier, cave pouvaient compléter cet ensemble. Jusqu'aux années 1980/90, les tas de fumiers ornaient encore les rues, un chenal à ciel ouvert courait de ferme en ferme pour drainer le purin vers les fosses.
Les plus vieux corps d'habitation sont à  rez-de-chaussée simple avec grenier et combles où se faisaient sécher les fruits. Les maisons construites au XIXe siècle sont équipées d'un étage.
L'approvisionnement en eau était assuré par des puits, parfois plusieurs par ferme, peu profonds, la nappe phréatique étant à fleur de sol.
Les étables et « grilles à loups » ont maintenant disparu et sont remplacées par de larges pièces à vivre qui s'ouvrent sur la campagne.
Matériaux de construction
Les maçonneries
Elles sont fondées entre -50 cm et - 1 m du niveau du sol extérieur sur un lit de pierre disposé en rigole lui-même assis sur des marnes homogènes.
Les refends et façades des fermes sont construits avec double parement de pierres calcaires blanc-jaune d'excellente qualité tirées de la carrière locale. Elles sont équarries sur une face, la partie centrale entre les parements et remplies de terre et gravois et harpée régulièrement. Les pierres sont hourdées par un mortier constitué de terre et de chaux jaunâtre, les joints ne sont pas beurrés, les enduits peu utilisés. Pour les grands pans de mur, de petites ouvertures dites « chantepleure » permettaient d'installer les platelages de construction mais aussi la respiration homogène du mur.
Charpentes et couvertures

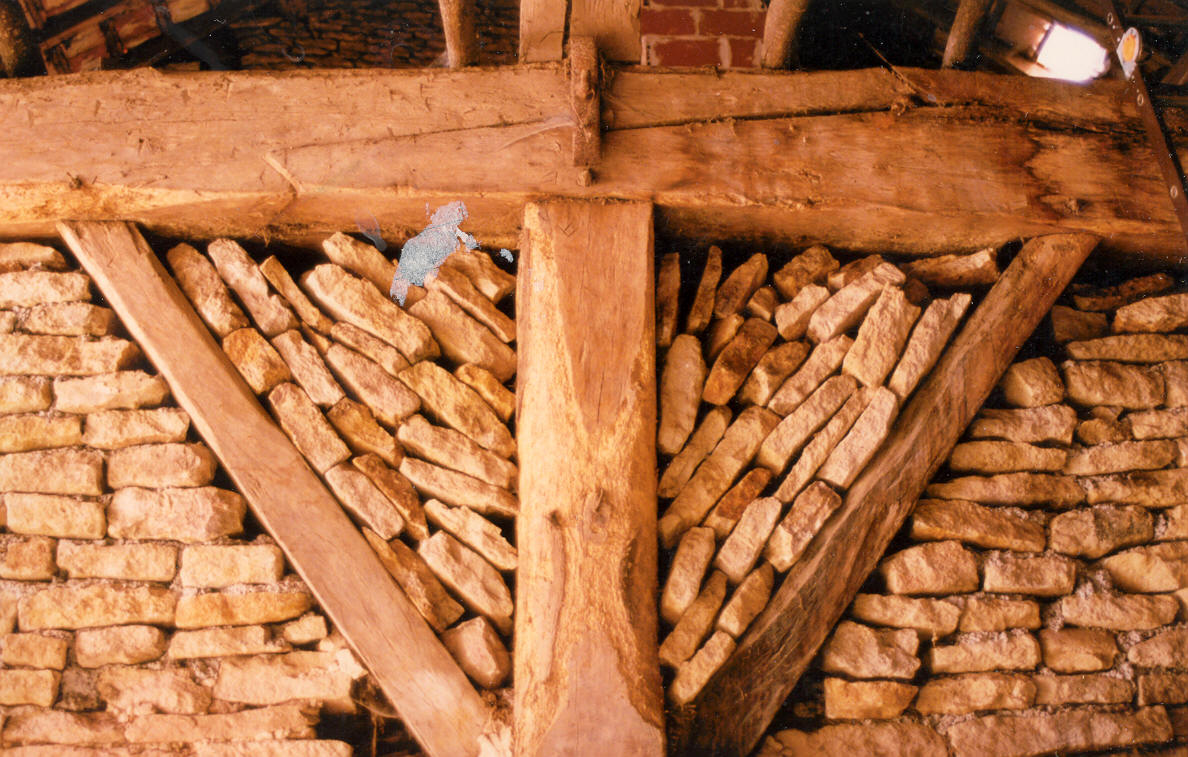
Trait de jupiter.

Les charpentes les plus anciennes, des XVIIe et XVIIIe siècles, sont souvent imposantes. Elles peuvent être constituées en portique indépendant des refends de maçonneries. Les fermes ont souvent une portée de 12 à 15 m avec une pente de 30° à 45°. Cette pente importante s'explique par le type de couverture autrefois utilisée, des pierres plates appelées "laves" posées à double pureau. Ces laves peu étanches réclamaient une grande pente ce qui facilitait le report de charges sur les murs gouttereaux. En contrepartie, les charpentes sont pourvues de fortes sections de bois souvent en chêne. Elles sont grossièrement équarries sur quatre faces assemblées pour l'entrait en trait de Jupiter, tenon et mortaise pour le poinçon et les arbalétriers. Pannes et chevrons sur échantignoles sont dimensionnés pour des charges fixes de plus de 200 kg au m².
Les couvertures en laves ont disparu dans le courant des XIXe et XXe siècles et ont été remplacées par des tuiles mécaniques souvent à losange venues des tuileries de Rolampont et Langres.
On rencontre encore quelques exemples de couvertures de lauzes en Haute-Marne, notamment dans la vallée de l'Aujon.

### Hydrographie
La commune est dans la région hydrographique « la Seine de sa source au confluent de l'Oise (exclu) » au sein du bassin Seine-Normandie. Elle n'est drainée par aucun cours d'eau,.

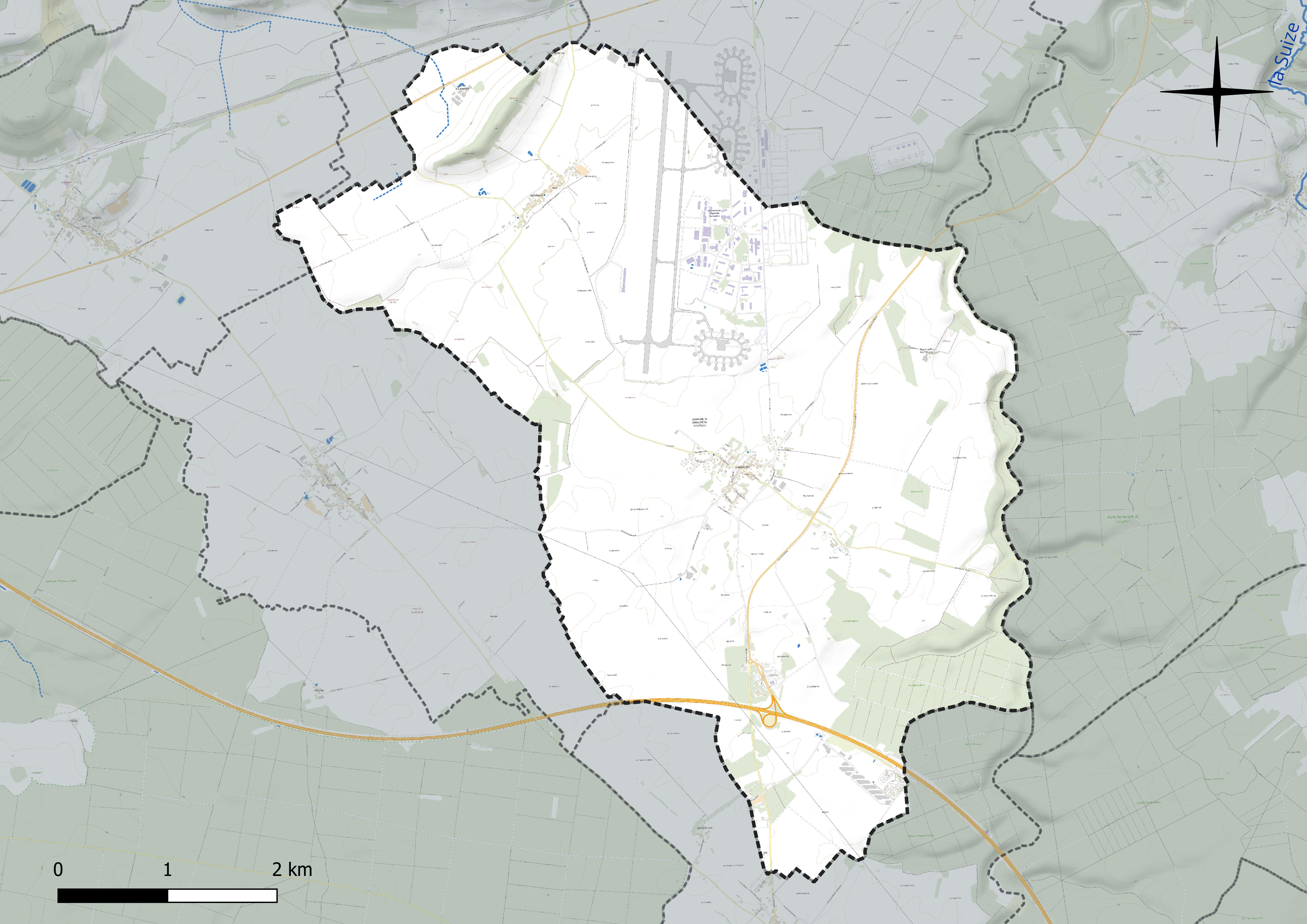
Réseau hydrographique de Semoutiers-Montsaon.

### Climat
Pour des articles plus généraux, voir Climat du Grand Est et Climat de la Haute-Marne.
En 2010, le climat de la commune est de type climat des marges montargnardes, selon une étude du Centre national de la recherche scientifique s'appuyant sur une série de données couvrant la période 1971-2000. En 2020, Météo-France publie une typologie des climats de la France métropolitaine dans laquelle la commune est exposée à un climat océanique altéré et est dans la région climatique  Lorraine, plateau de Langres, Morvan, caractérisée par un hiver rude (1,5 °C), des vents modérés et des brouillards fréquents en automne et hiver. 
Pour la période 1971-2000, la température annuelle moyenne est de 10 °C, avec une amplitude thermique annuelle de 16,5 °C. Le cumul annuel moyen de précipitations est de 945 mm, avec 13 jours de précipitations en janvier et 9,2 jours en juillet. Pour la période 1991-2020, la température moyenne annuelle observée sur la station météorologique de Météo-France la plus proche, « Saint-loup-sur-aujon_sapc », sur la commune de Saint-Loup-sur-Aujon à 19 km à vol d'oiseau, est de 10,5 °C et le cumul annuel moyen de précipitations est de 918,0 mm. 
La température maximale relevée sur cette station est de 39,9 °C, atteinte le 25 juillet 2019 ; la température minimale est de −22 °C, atteinte le 20 décembre 2009,,. 
Les paramètres climatiques de la commune ont été estimés pour le milieu du siècle (2041-2070) selon différents scénarios d'émission de gaz à effet de serre à partir des nouvelles projections climatiques de référence DRIAS-2020. Ils sont consultables sur un site dédié publié par Météo-France en novembre 2022.

## Urbanisme

### Typologie
Au 1er janvier 2024, Semoutiers-Montsaon est catégorisée commune rurale à habitat dispersé, selon la nouvelle grille communale de densité à sept niveaux définie par l'Insee en 2022.
Elle est située hors unité urbaine. Par ailleurs la commune fait partie de l'aire d'attraction de Chaumont, dont elle est une commune de la couronne,. Cette aire, qui regroupe 112 communes, est catégorisée dans les aires de 50 000 à moins de 200 000 habitants,.

### Occupation des sols
L'occupation des sols de la commune, telle qu'elle ressort de la base de données européenne d’occupation biophysique des sols Corine Land Cover (CLC), est marquée par l'importance des territoires agricoles (74,7 % en 2018), une proportion sensiblement équivalente à celle de 1990 (75 %). La répartition détaillée en 2018 est la suivante : 
terres arables (63 %), zones industrielles ou commerciales et réseaux de communication (13,3 %), forêts (9,7 %), prairies (8,3 %), zones agricoles hétérogènes (3,4 %), zones urbanisées (1,3 %), espaces verts artificialisés, non agricoles (0,9 %). L'évolution de l’occupation des sols de la commune et de ses infrastructures peut être observée sur les différentes représentations cartographiques du territoire : la carte de Cassini (XVIIIe siècle), la carte d'état-major (1820-1866) et les cartes ou photos aériennes de l'IGN pour la période actuelle (1950 à aujourd'hui).

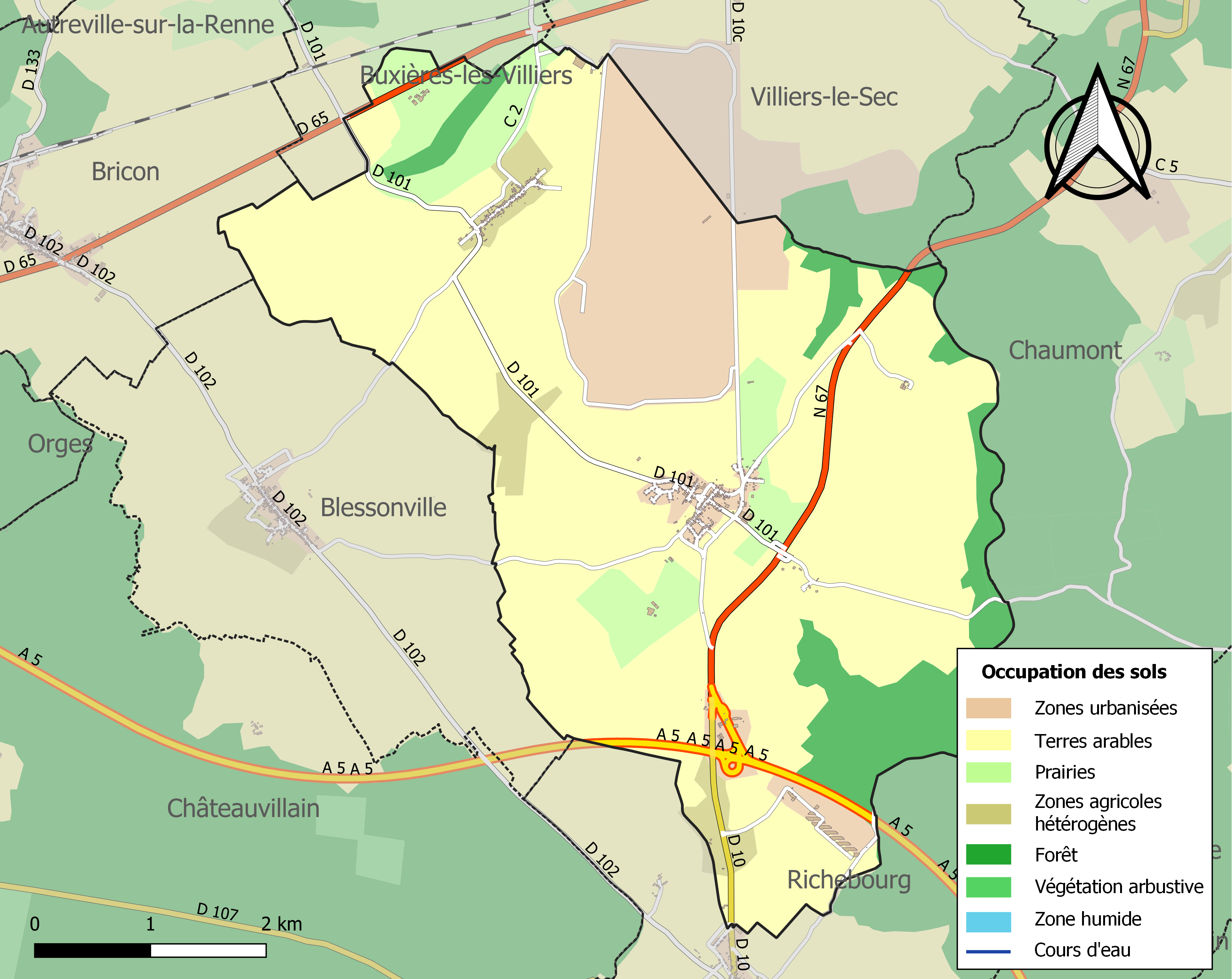
Carte des infrastructures et de l'occupation des sols de la commune en 2018 (CLC).

## Histoire

### Traces de l'occupation romaine et mérovingienne

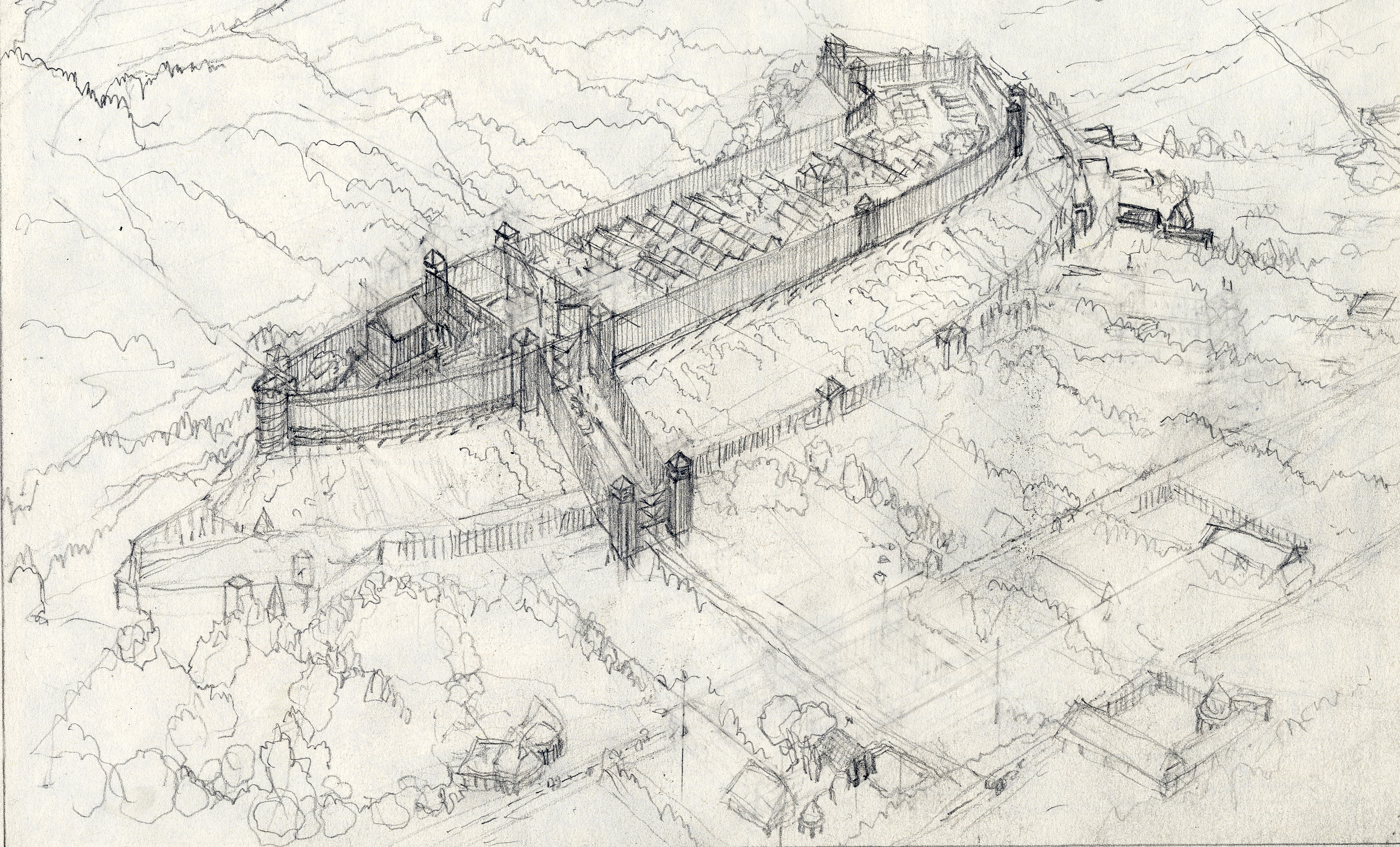
Oppidum de Montsaon, vue d'artiste.

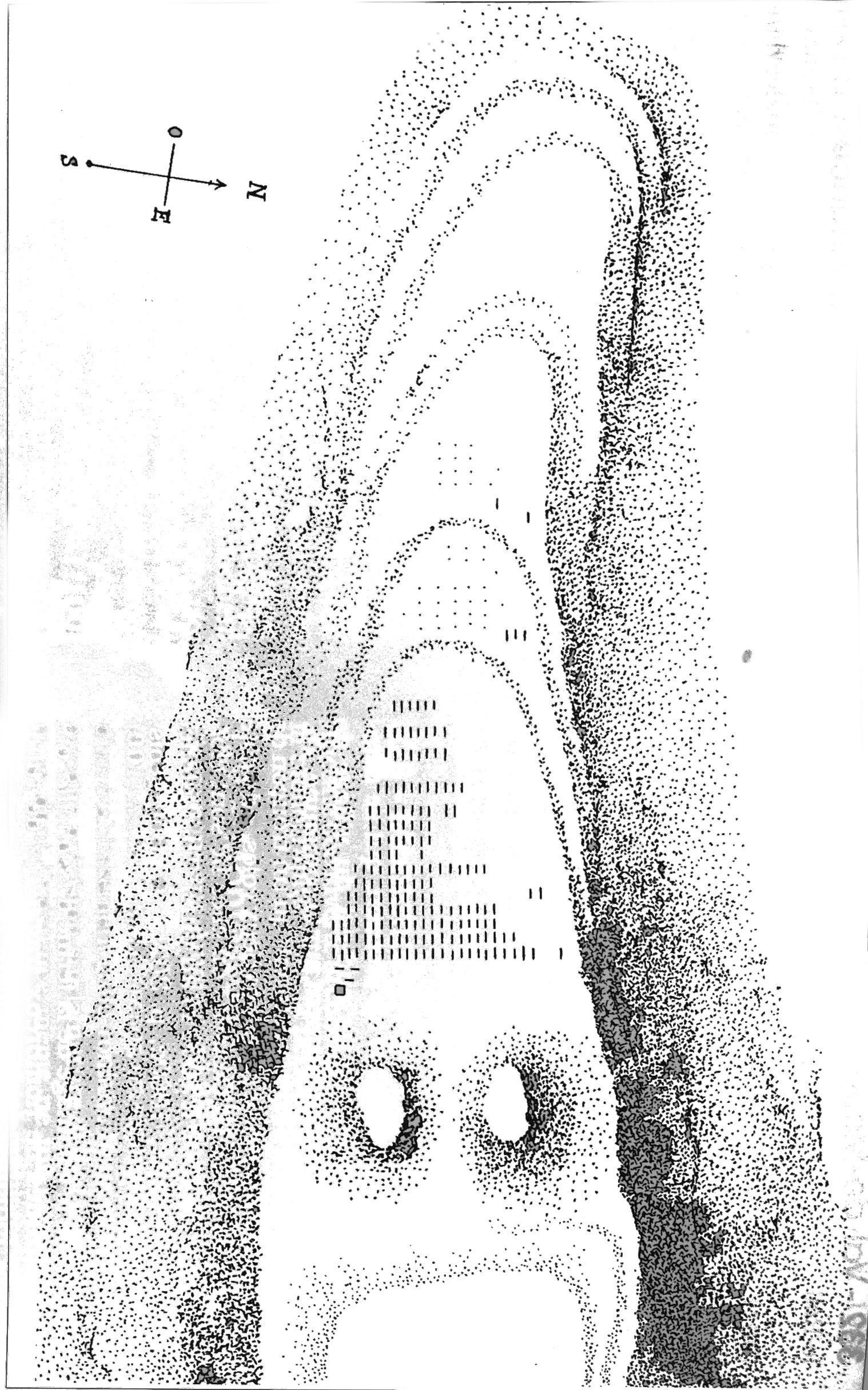
Vue du cimetière mérovingien.

À la fin du XIXe siècle, un abbé, l'abbé J. Dodin, a mené quelques fouilles sauvages et destructrices sur l'éperon ouest du Mont au lieu-dit du Camp de César. Au lieu-dit la Sarrazinière, a été mis au jour un cimetière d'époque mérovingienne, chaque tombe, était constituée de blocs de calcaire à peine équarris formant pourtour et contenait pour certaines  des urnes funéraires en verre, des fibules et armes. Les traces de ces tombes sont toujours visibles, les squelettes qui y ont été exhumés avaient une grande taille, en moyenne 1,80 m.Ce qu'il y a d'étonnant c'est le nombre impressionnant de ces sépultures, plus de 200, ce  qui conduit à deux hypothèses: soit ces tombes proviennent d'une occupation durable étalée dans le temps, mais alors les traces d'un habitat jouxtant ce cimetière auraient dû être repérées lors des fouilles de l’abbé Dodin, ce qui n'est pas le cas, soit elles sont le résultat d'un affrontement entre hordes rivales ayant conduit à des pertes humaines importantes simultanées. Les informations fournies par le compte rendu de fouilles publié dans les annales de la société d'histoire, d'archéologie et des beaux arts de Chaumont (1893-1899) indiquent que certains squelettes avaient les membres soit brisés, soit amputés,voire décapités, de même une tombe ne contenant que des têtes fut mise au jour. Un nombre important d'armes telles que francisques, fer de lances, épées, couteaux et flèches en silex fut également retrouvé. La très grande régularité dans la disposition des tombes, avec orientation et espacement constants (voir plan provenant des annales), semble démontrer un enfouissement simultané entouré d'un cérémoniel certain. Cette bataille entre plusieurs centaines de combattants serait alors peut être à l'origine de la légende du camp de César.
Ainsi le plateau supérieur de la butte, ancien oppidum romain (selon la tradition orale, César l'aurait élevé en une nuit, y aurait été blessé et se serait écroulé en criant « ceci est la colline de mon sang », un veau d'or serait enterré...), était ceinturé par des fortifications dont les fossés et murs sont encore visibles pour partie.
Pour étayer encore cette légende, il est visible que le plateau où se situe le camp de César a fait l'objet de travaux de terrassement intenses. Il est parfaitement aplani et la déclivité de ses flancs a été reprofilée avec une pente actuelle de un pour un. Les déblais de ces terrassements ont peut-être été rejetés au pied du mont, ce que semble indiquer les photos aériennes prises en 1948 : on y remarque des zones de fluages témoins de remaniements de terrain.
Le camp de César correspondait à l'éperon ouest, il était sans doute isolé du reste du plateau par un fossé de fortification, technique souvent employée pour les oppida notamment pour le camp de César situé à Nucourt (Val-d'Oise).
Une voie romaine en pied du Mont, de Montsaon à Soulosse, se connectait sur la voie principale  Langres-Reims (route Bricon, Blessonville, Richebourg actuelle]. Non loin de cet endroit, les traces d'une villa romaine ou mansio sont encore visibles.
Les sources ont souvent fait l'objet de vénération par les Gaulois, notamment les Lingons, comme en témoigne le sanctuaire du gouffre du Corgebin. Cet ensemble de sources, étang et gouffre, mérite une campagne de fouilles archéologiques plus poussées que celles menées sommairement sur l'oppidum à la fin du XIXe siècle.

### Fontaines, chanvrières et minerai de fer

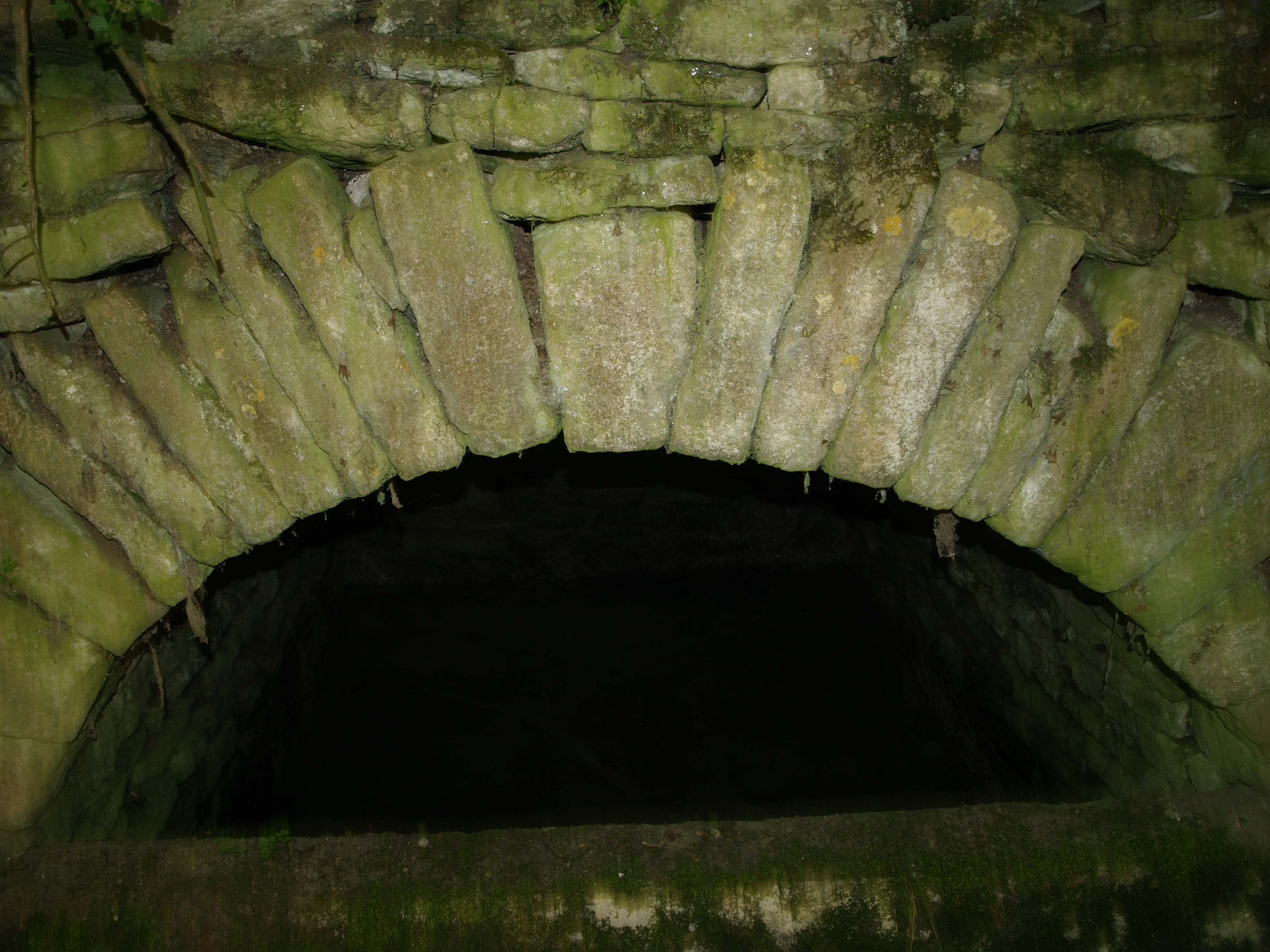
Voûte de la fontaine Saint-Didier.

La "fontaine Saint-Didier" est la plus connue des sources du Mont. Les ruines romantiques de cet ancien lavoir renferment, encore intacte, la voûte en plein cintre, romaine, du bassin primaire. Un bassin secondaire est ceinturé de sa margelle dont l'appareillage des joints est en gueule de loup. Une canalisation de bois alimentait sur un kilomètre la belle fontaine publique aujourd'hui désaffectée et transformée en garage communal...
En pied du coteau, sur la pente plus douce des abords du Mont, des dépressions révèlent, au dire des anciens du village, la présence d'anciennes chanvrières.
Creusées jusqu'à la nappe aquifère, on y faisait décomposer la fibre du chanvre avant son façonnage et tissage.
Ces bassins pourraient avoir eu, comme autre fonction, le lavage du minerai de fer.
Présent en grande quantité jusqu'au XIXe siècle, le minerai était exploité à ciel ouvert sous la forme de nodules lavés, concassés et fondus dans les ateliers qui s'égrenaient le long de la vallée de la Blaise.
Montsaon est donné en 1883 par Adolphe Joanne, dans son précis de géographie consacré à la Haute-Marne, comme un des producteurs des 330 000 T excavées annuellement, Alcide d'Orbigny dans son cours élémentaire de géologie stratigraphique (éd. Victor Masson, 1852) donne également Montsaon comme source d'exploitation de fer oolithique.
Ce fer se remarque par cette couleur rougeâtre des terres aux époques de labour.
Le BRGM répertorie encore une mine à 2 km de Montsaon, sur la commune de Bricon.
Sur cet axe de Montsaon-Bricon, au lieu-dit du Bas de la croix blanche, une combe peu naturelle a sans doute constitué l'un de ces lieux de prélèvement du métal. Comme le note Madame G. Lamontre dans son mémoire sur Montsaon, on trouve dans les archives de la commune de Montsaon la référence au terme fabrique s'entendant comme regroupement d'un ensemble de foyers catholiques sans préciser les métiers occupés. Philipe Braunstein dans son livre Les Forges champenoises de la comtesse de Flandre (1372-1404) note le terme latin de fabrice comme unité de production et transformation du minerai de fer, ce terme « fabrique » semble dès lors dénoter plus d'une appartenance à une confrérie liée aux métiers gravitant autour des forges qu'une stricte affiliation à la religion catholique.
En 1836, 183 personnes étaient recensées à Montsaon, puis 130 à la fin du siècle et moins de cent dans les années 1960, gageons que le déclin de l'activité d'extraction du minerai se calque sur l'inflexion de la courbe démographique.
Faits répertoriés
- Antiquité, création de deux tumuli, l'un à l'ouest l'autre à l'est sur les éperons du Mont, voie romaine de Montsaon à Soulosse, création d'un oppidum.
- 1084, la cure est donnée au prieuré Saint-Didier.
- 1124, le comte de Champagne prend Montsaon sous sa protection contre Renier de Chaumont qui voulait se rendre maître du village.
- 1640, la peste sévit, des croix sont érigées à la croisée des chemins.
- 1815, faisant suite à la débâcle des armées napoléoniennes à Neufchateau, le 3 octobre, à 7 heures du matin, l'empereur de Russie Alexandre premier passe 40 000 hommes de troupe en revue dans la plaine. La revue est organisée par le prince de Wrede. L'empereur aurait dormi dans une des fermes de la famille Renard Clivier.
- 1878, de grandes manœuvres d'infanterie sont organisées, à partir du Mont, on tire à gros boulets sur Villers-le-Sec en simulant la prise d'un corps d'armée.
- 1951, construction d'une base américaine.
- 1972, Semoutiers devient Semoutiers-Montsaon à la suite de sa fusion-association avec Montsaon[10].

## Politique et administration
| Période   | Période | Identité          | Étiquette | Qualité                |
| --------- | ------- | ----------------- | --------- | ---------------------- |
| mars 2008 |         | Jean-Luc Raillard |           | Maire                  |
| mai 2007  |         | Marc Daudinet     |           | Maire délégué Montsaon |

La commune, étant jumelée, compte un maire et un maire délégué, ainsi qu'un secrétariat de mairie.

## Population et société

### Démographie

#### Évolution démographique
L'évolution du nombre d'habitants est connue à travers les recensements de la population effectués dans la commune depuis 1793. Pour les communes de moins de 10 000 habitants, une enquête de recensement portant sur toute la population est réalisée tous les cinq ans, les populations de référence des années intermédiaires étant quant à elles estimées par interpolation ou extrapolation. Pour la commune, le premier recensement exhaustif entrant dans le cadre du nouveau dispositif a été réalisé en 2004.

En 2022, la commune comptait 723 habitants, en évolution de −7,66 % par rapport à 2016 (Haute-Marne : −4,62 %, France hors Mayotte : +2,11 %).
| 1793 | 1800 | 1806 | 1821 | 1831 | 1836 | 1841 | 1846 | 1851 |
| ---- | ---- | ---- | ---- | ---- | ---- | ---- | ---- | ---- |
| 292  | 273  | 311  | 283  | 278  | 296  | 266  | 279  | 279  |

| 1856 | 1861 | 1866 | 1872 | 1876 | 1881 | 1886 | 1891 | 1896 |
| ---- | ---- | ---- | ---- | ---- | ---- | ---- | ---- | ---- |
| 258  | 257  | 255  | 235  | 218  | 239  | 228  | 224  | 213  |

| 1901 | 1906 | 1911 | 1921 | 1926 | 1931 | 1936 | 1946 | 1954 |
| ---- | ---- | ---- | ---- | ---- | ---- | ---- | ---- | ---- |
| 194  | 200  | 201  | 170  | 192  | 182  | 201  | 190  | 330  |

| 1962 | 1968 | 1975 | 1982 | 1990 | 1999 | 2004 | 2006 | 2009 |
| ---- | ---- | ---- | ---- | ---- | ---- | ---- | ---- | ---- |
| 169  | 303  | 286  | 413  | 572  | 558  | 869  | 864  | 897  |

| 2014 | 2019 | 2022 | - | - | - | - | - | - |
| ---- | ---- | ---- | - | - | - | - | - | - |
| 826  | 741  | 723  | - | - | - | - | - | - |

Secteurs d'activité
Semoutiers-Montsaon est jusqu'aux années 1950 essentiellement composées de familles d'agriculteurs. L'extraction de minerai de fer et sa transformation devait jusqu'à la première moitié du XIXe siècle constituer un complément à l'activité agricole en basse saison. Une base aérienne américaine implantée sur le territoire des communes après la Seconde Guerre mondiale fournit pour un temps un complément d'activité non négligeable, maçonnerie, menuiserie, entretien et cætera...
Lors du retrait de la France du commandement intégré de l'OTAN, un régiment de Défense antiaérienne français, mais de moindre ampleur, s'installera.
La population agricole aujourd'hui a fortement régressé, notamment à Montsaon qui ne compte plus aucun agriculteur résident. Deux remembrements y ont été pourtant conduits. Ils contribuent au caractère monotone du paysage actuel. Des exploitations de 300 à 500 ha n'y sont pas rares et sont à comparer aux grosses fermes de 50 à 80 ha du début de siècle.
Cette perte a été compensée par une activité dans les secteurs de service, Chaumont en tant que chef-lieu administratif et préfecture y jouant un rôle important.
On note deux points d'inflexion de la population l'un après 1850, l'autre après la Première Guerre mondiale. Le point bas de 1850 peut correspondre à la disparition progressive du traitement de minerai de fer, aucune mortalité endémique n'étant notée à cette époque. Le saut entre 1999 et 2004 correspond à la prise en compte de l'effectif militaire et n'a donc aucune valeur sur la population fixe locale.
Le point bas démographique de 1962 suit l'évolution générale française de désertification rurale enregistrée à cette époque au profit des villes. Ce phénomène est inversé depuis lors, le caractère attractif des villages non encore dénaturés et le coût du foncier moins important y ont sans doute contribué.

### Enseignement
Le bourg compte une école.

## Lieux et monuments

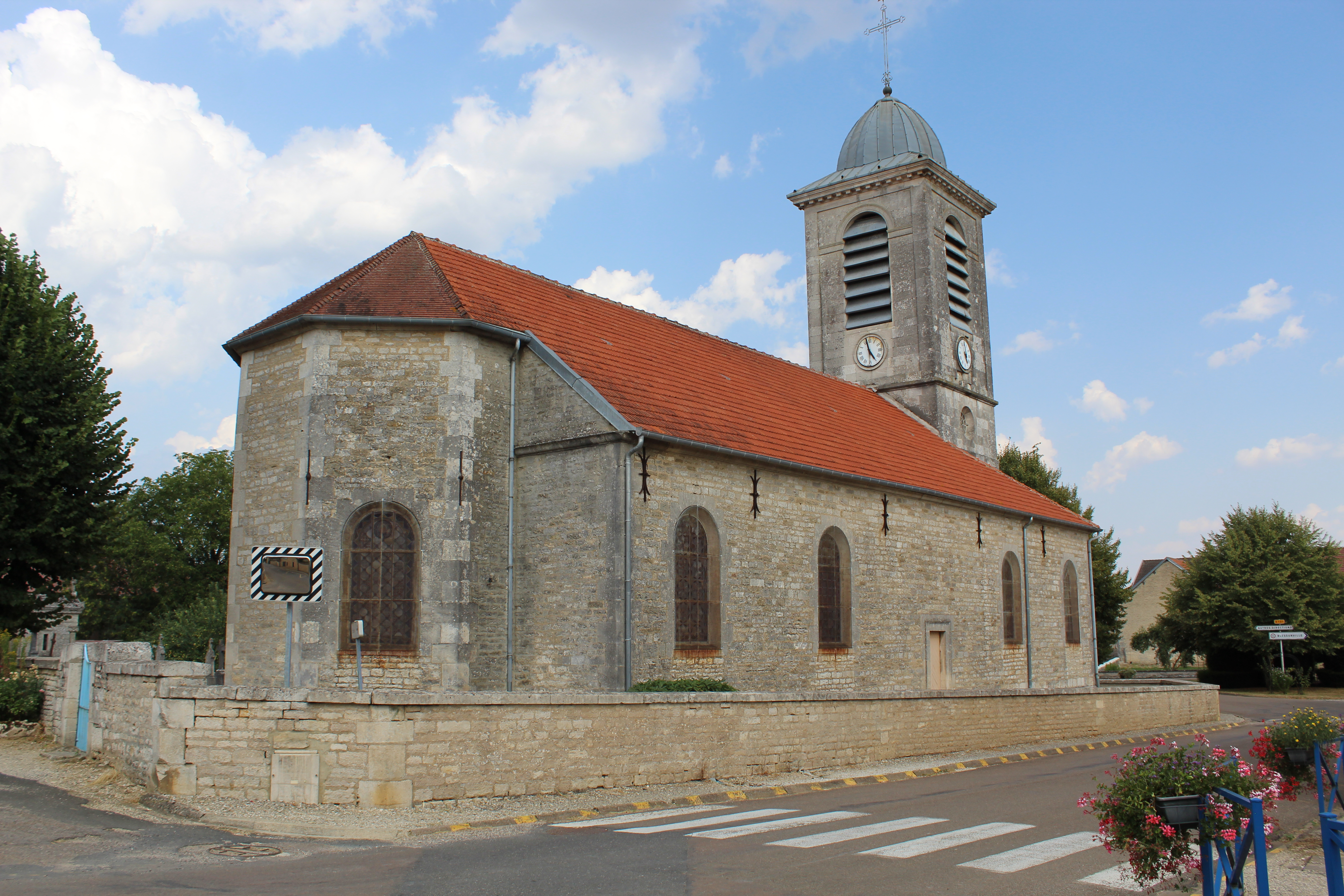
L'église de Semoutiers.

- Montsaon, le village fleuri
- Le camp de César
- La fontaine Saint-Didier
- Église de Montsaon : L'église qui trône au centre du village a un chœur daté du XVIe siècle, une sacristie du XVIIIe siècle, une nef et un clocher du XIXe siècle. Le maître autel est un bois sculpté versé à l'inventaire des monuments historiques en 1971. Elle présente la particularité d'être intégrée au corps de ferme le plus important du village et vient refermer un des pans de la cour centrale.
- Église de Semoutiers : Église du XVIIe siècle, largement remaniée au XIXe siècle
- Château de Semoutiers
- Aérodrome de Chaumont-Semoutiers géré par l'Association de Gestion de l'Aérodrome de Chaumont-Semoutiers (AGACS).

### Montsaon: galerie

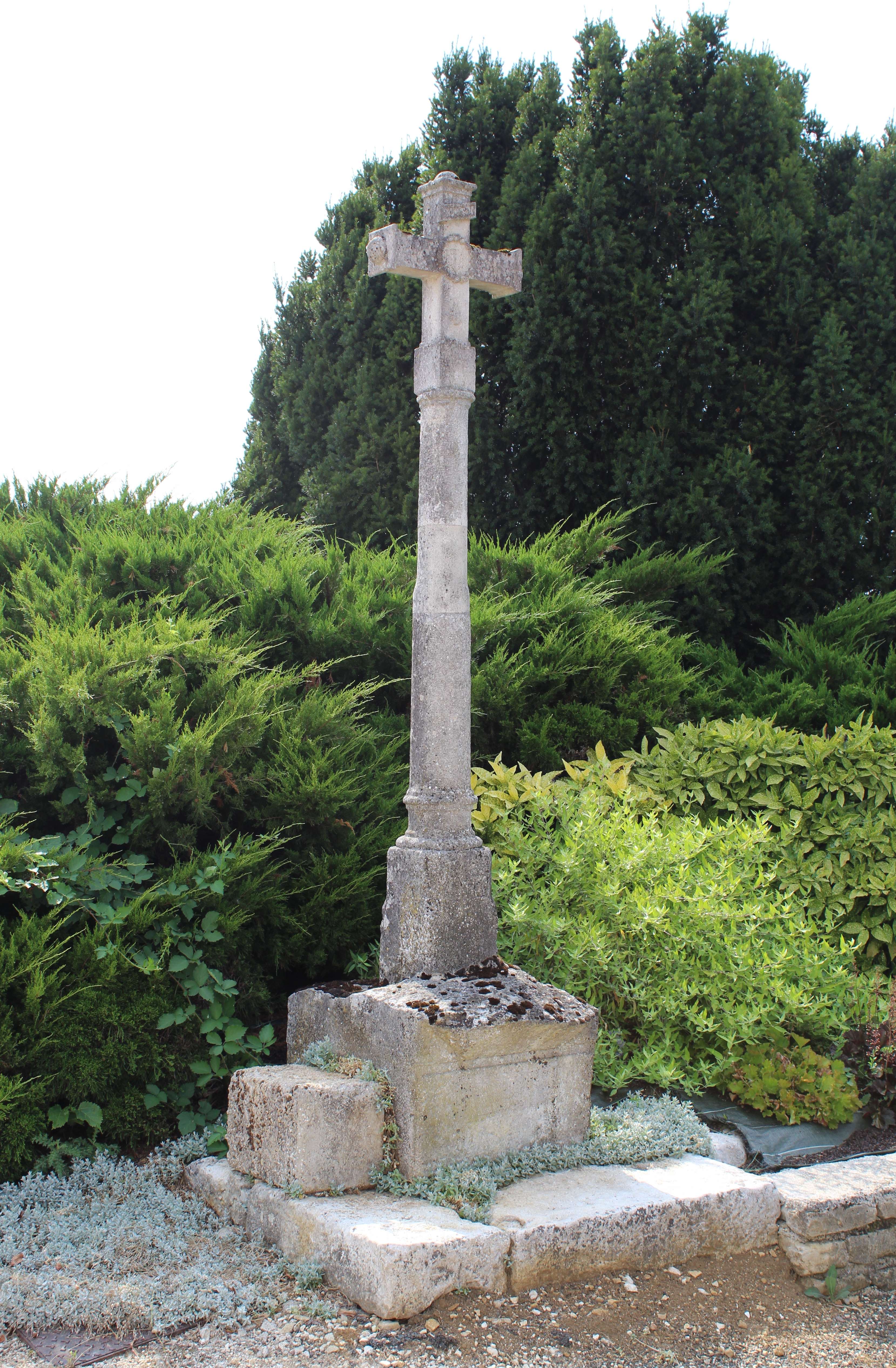
Le calvaire.
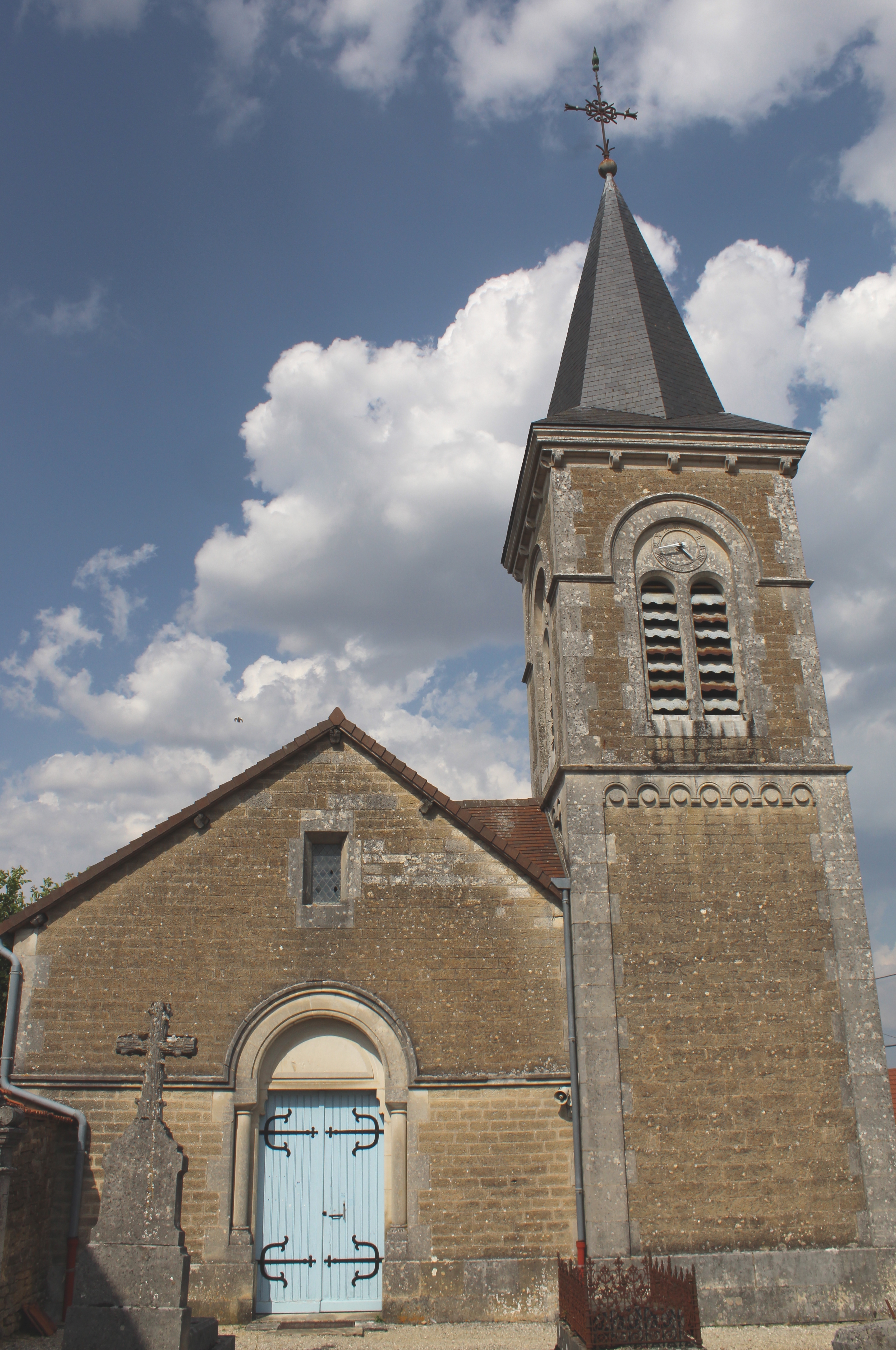
L'église.
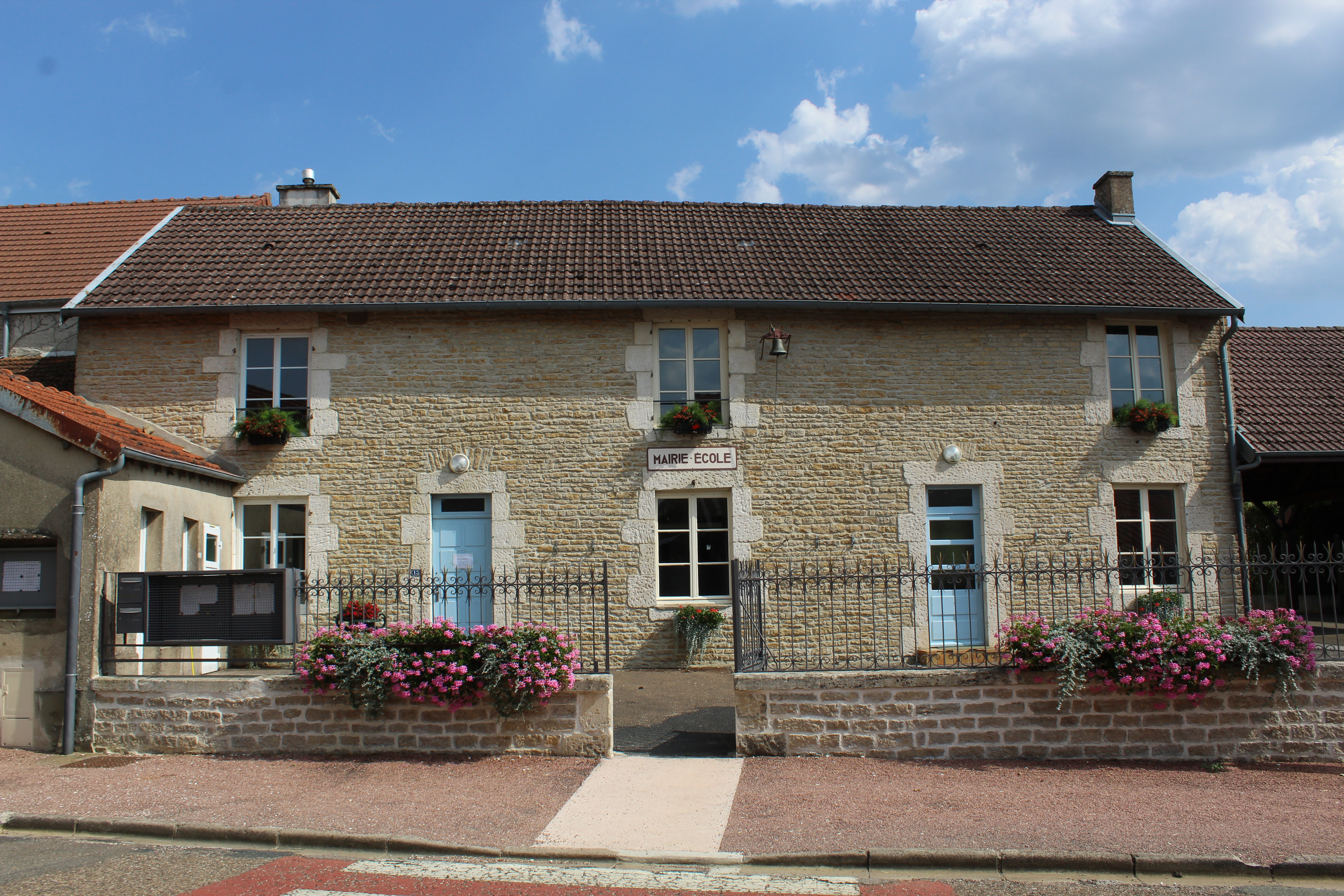
La mairie.
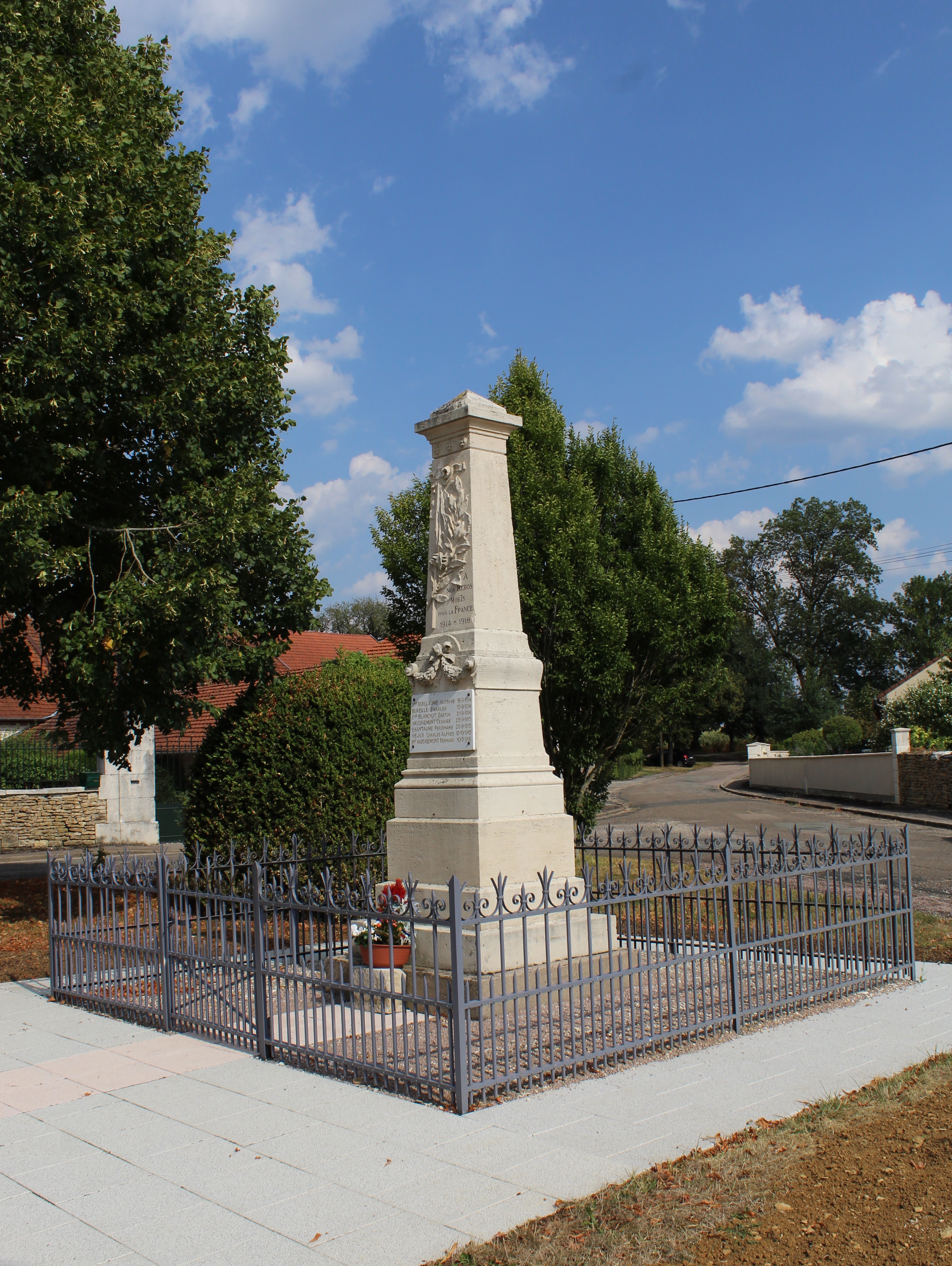
Le monument aux morts.
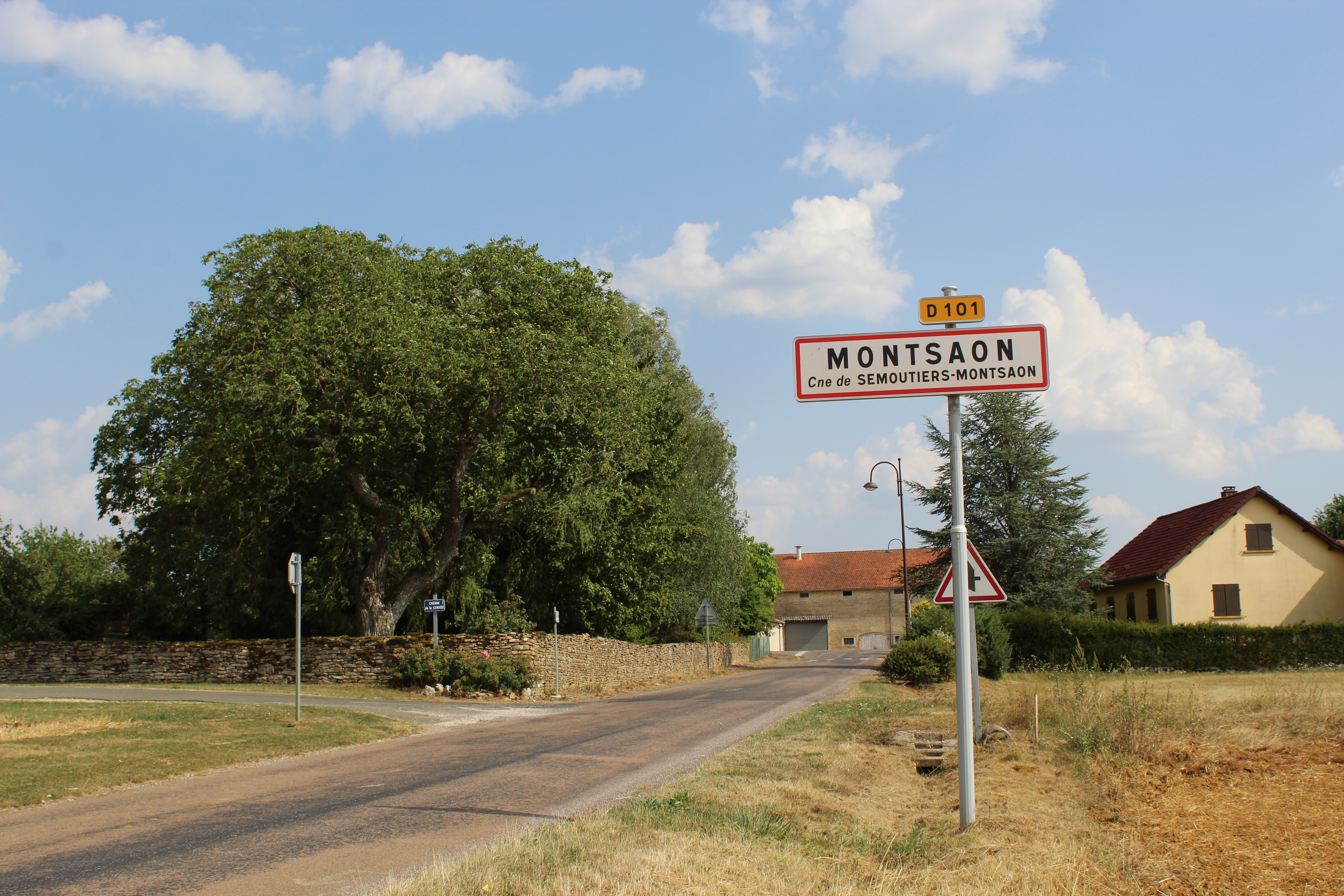
Entrée du village.